# IC 4628
IC 4628 är en H II-region i Skorpionen. Dess diameter är 250 ljusår, och den täcker ett område på himlen som motsvarar fyra fullmånar.